# Ласло Вадас
Ласло Вадас (угор. Vadász László; 27 січня 1948, Кішкунфеледьгаза — 3 січня 2005) – угорський шахіст, гросмейстер від 1976 року.

## Шахова кар'єра
У другій половині 1970-х років належав до провідних угорських шахістів. Перший успіх на міжнародній арені припадає на перетин 1967 i 1968 років, посівши в Гронінген 5-те місце на чемпіонаті Європи серед юнаків до 20 років. У 1968–1980 роках багато разів узяв участь у фіналах індивідуальних чемпіонатів Угорщини, найвищого успіху досягнув 1976 року в Будапешті, де здобув бронзову медаль. Виступив на Шаховій олімпіаді 1978 в Буенос-Айресі, де збірна Угорщини здобула золоту медаль. Крім того двічі (1977, 1980) взяв участь у командному чемпіонаті Європи, в обох випадках здобувши разом з командою звання віце-чемпіонів, а також 1977 року — золоту медаль в особистому заліку na 7-й шахівниці.
Переміг або поділив 1-ше місце на міжнародних турнірах у таких містах як: Старий Смоковець (1973), Врнячка-Баня (1975), Будапешт (1976), Ульма (1976), Суботиця (1978), Баньє (1978), Есб'єрг (1979, турнір Кубок Північного моря), Залаегерсег (1979), а також Кіль (1979).
Найвищий рейтинг Ело в кар'єрі мав станом на 1 січня 1978 року, досягнувши 2505 ділив тоді 89-те місце в світовій класифікації ФІДЕ, водночас посідав 8-ме місце серед угорських шахістів.